# Francisco Xavier Lopes de Araújo
Francisco Xavier Lopes de Araújo, primeiro e único barão de Parimã (Campanha, 10 de fevereiro de 1828 — Rio de Janeiro, 9 de março de 1886) foi um militar, engenheiro e professor brasileiro.

## Biografia
Filho de Francisco Xavier de Araújo e de Ana Luísa Xavier de Araújo, casou-se com Rita Emília Alcântara de Araújo.
Entrou para o exército, matriculando-se na Escola Militar do Rio de Janeiro, no curso de engenharia, concluído em 1855, obtendo o grau de bacharel em matemática.
Como tenente participou da comissão brasileira de demarcação de limites com o Uruguai, sob as ordens do barão de Caçapava. Em 1865 foi convocado para Guerra do Paraguai, onde participou com distinção da Batalha de Tuiuti, da vitória em Curuzu e da Batalha de Curupaiti.
Terminada a guerra, foi promovido a major do corpo de engenheiros. Foi sucessivamente nomeado chefe da comissão de demarcação de limites com o Paraguai, em 1872; com a Bolívia, em 1875; e com a Venezuela, em 1884.
Promovido a coronel de corpo de engenheiros em 1878. Mais tarde é nomeado diretor do Imperial Observatório do Rio de Janeiro e professor de Astronomia da Escola Central.
Era comendador da Imperial Ordem da Rosa, cavaleiro da Imperial Ordem de São Bento de Avis.